# Mike & Dave - Un matrimonio da sballo
Mike & Dave - Un matrimonio da sballo (Mike and Dave Need Wedding Dates) un film del 2016 diretto da Jake Szymanski. Gli interpreti principali del film sono Zac Efron, Adam DeVine, Anna Kendrick e Aubrey Plaza.

## Trama
I fratelli Mike e Dave Stangle sono venditori di alcolici le cui buffonate rovinano le riunioni di famiglia. Con l'avvicinarsi del matrimonio della loro sorella minore Jeanie, alle Hawaii, i genitori impongono loro di portare al matrimonio delle ragazze per bene che sappiano tenerli fuori dai guai. Mike e Dave hanno l'idea di pubblicare un annuncio su Craiglist, che diventa virale e pubblicizzato perfino dal Wendy Williams Show.
Nel frattempo, Tatiana e Alice sono due ragazze scansafatiche, appena licenziate dal loro lavoro di cameriere, dato che Alice si è presentata ubriaca e ha ballato sui tavoli. Tatiana vede l'apparizione dei fratelli in TV e decide che questo viaggio gratuito è proprio la vacanza di cui hanno bisogno: si ripuliscono e Tatiana, per attirare la loro attenzione, si getta sotto una macchina in movimento fuori dal bar dove i fratelli stanno incontrando delle donne. La ragazza, soccorsa da Mike, flirta con lui pur non avendo intenzione di farci sesso. Al contrario, Alice, che finge di essere una manager di fondi hedge, pensa che andare a letto con Dave sia proprio quello che le serve per dimenticare il suo ex fidanzato, che l'ha abbandonata sull'altare. Al termine della serata, i due fratelli si convincono ad invitare Alice e Tatiana al matrimonio.
Alle Hawaii, le due incantano la famiglia Stangle ma vengono quasi smascherate quando Alice, ancora ferita dall'esito fallimentare delle sue nozze, si ubriaca e fa commenti gelosi e fuori luogo a Jeanie. Allo stesso tempo, Mike e la sua cugina bisessuale, Terry, iniziano a competere per l'attenzione di Tatiana; i fratelli prenotano un pacchetto "nuota con i delfini" per la famiglia ma le ragazze convincono Jeanie e il suo fidanzato, Eric, a fare un giro sui quad attraverso le montagne. Alice e Tatiana si mettono in mostra ed eseguono delle pericolose acrobazie con i loro ATV; Mike tenta di imitarle, ma si schianta contro Jeanie e le procura vistosi lividi in faccia. Alice, dispiaciuta per l'accaduto, paga un massaggiatore per fare a Jeanie un massaggio erotico. I due vengono beccati da Mike, che, in cerca di Tatiana, entra senza bussare e rimane orripilato.
Anche Tatiana è al centro benessere e si imbatte in Terry, che le offre dei pass per il backstage di Rihanna in cambio di un ditalino nella sauna. Sfortunatamente, le due vengono interrotte proprio da Mike, che viene picchiato e cacciato dalla cugina. Tatiana gli corre dietro e ammette di non essere interessata a lui, ma solo alla vacanza gratis. Nel frattempo, Dave passa la giornata con Alice e le parla del suo sogno di lavorare nel mondo dei fumetti, mentre lei le racconta del suo matrimonio fallito, e i due iniziano a provare qualcosa l'uno per l'altra. Vengono interrotti da Mike, che gli dice la verità sulle ragazze, ma Dave non gli crede. Alla cena di prova, Jeanie si apre con Alice sulle sue paure riguardo al matrimonio, e per aiutarla a calmare i nervi, Alice le dà dell'ecstasy, che le provoca un bad trip. Mike trascina Dave dietro le quinte e gli chiede di provare il loro discorso in onore di Jeanie invece di "perdere tempo" con Alice, e tenta perfino di avvelenare Terry. Dave si infuria, glielo impedisce, si rifiuta di pronunciare con lui il discorso e addirittura si licenzia: confessa al fratello che d'ora in poi si dedicherà a tempo pieno al disegno. I due hanno un'accesa discussione; I due si confrontano su tutti gli avvenimenti degli ultimi giorni, incluse le vere intenzioni delle ragazze e il tradimento di Jamie al futuro marito - ignari del fatto che stanno venendo trasmessi dal sistema di altoparlanti. La discussione diventa fisica e Mike spinge inavvertitamente Dave sul palco, rovinando la cena prenuziale.
Nel frattempo, Jeanie e Alice, ancora sotto effetto dell'ecstasy, si spogliano e liberano una scuderia di cavalli, mentre Tatiana si scusa con Mike per averlo usato. Dave trova Alice e Jamie e, dopo aver litigato con la prima, le riporta al resort: Jeanie ed Eric hanno una discussione e annullano il matrimonio. Il giorno dopo, i fratelli fanno pace tra loro e con le ragazze, e tutti e quattro accettano di lavorare insieme per rimettere in piedi il matrimonio: chiedono scusa ad Eric e Janie, che a loro volta fanno pace: lui le regala i biglietti per un viaggio di nozze in mongolfiera, come Jeanie aveva sempre desiderato. Con il matrimonio di nuovo in corso, i quattro si arrabattano per trovare una sede per il ricevimento e il cibo per la cena visto che tutto è stato cancellato. Jeanie ed Eric finiscono per sposarsi fuori dalle stalle. Dopo il matrimonio, Tatiana e Mike decidono di mettersi in affari insieme e festeggiano facendo sesso in una stalla. Alice cancella il video del suo matrimonio prima di baciare Dave davanti a tutti.
Finalmente, dopo la cerimonia, i due fratelli possono fare il loro discorso, al quale aggiungono un'esibizione di ballo insieme ad Alice e Tatiana, con tanto di fuochi d'artificio che, essendo di pessima qualità, esplodono troppo vicino a terra seminando il panico e rovinando la festa.

## Produzione

### Casting
Il 22 gennaio 2015 Zac Efron è stato aggiunto al cast del film, mentre Adam DeVine  il 24 febbraio 2015. Il 1º aprile 2015 Anna Kendrick diventa una delle protagoniste del film, così come Aubrey Plaza il 27 aprile 2015. Il 18 maggio 2015 Stephen Root è stato aggiunto al cast. Il 2 giugno 2015 Alice Wetterlund è stata selezionata come protagonista nel film.

### Riprese
Le riprese del film sono state effettuate dal 25 maggio al 13 agosto 2015.

## Distribuzione
Il film è uscito il 1º settembre 2016 in Italia per la 20th Century Fox.